# Клещувек
Клещувек (пол. Kleszczówek) — село в Польщі, у гміні Рутка-Тартак Сувальського повіту Підляського воєводства.
Населення — 81 особа (2011).
У 1975-1998 роках село належало до Сувальського воєводства.

## Демографія
Демографічна структура станом на 31 березня 2011 року:
|          | Загалом | Допрацездатний вік | Працездатний вік | Постпрацездатний вік |
| -------- | ------- | ------------------ | ---------------- | -------------------- |
| Чоловіки | 44      | 6                  | 29               | 9                    |
| Жінки    | 37      | 6                  | 19               | 12                   |
| Разом    | 81      | 12                 | 48               | 21                   |